# Saptha
Saptha is een geslacht van vlinders van de familie glittermotten (Choreutidae), uit de onderfamilie Choreutinae.

## Soorten
- S. aeolodoxa (Meyrick, 1928)
- S. angustistriata (Issiki, 1930)
- S. cypridia Meyrick, 1910
- S. chrysoprasitis (Meyrick, 1936)
- S. divitiosa Walker, 1864
- S. elegans Walsingham, 1900
- S. exanthista Meyrick, 1910
- S. iridopa Meyrick, 1907
- S. libanota Meyrick, 1910
- S. macrospila (Diakonoff, 1967)
- S. paradelpha Meyrick, 1907
- S. prasochalca Meyrick, 1907
- S. pretiosa (Walker, 1866)
- S. pronubana Snellen, 1877
- S. smaragditis Meyrick, 1905
- S. sybaritis Meyrick, 1912
- S. tabularia Meyrick, 1912